# 이케다 쇼헤이
이케다 쇼헤이(일본어: 池田 昇平, 1981년 4월 27일 ~ )는 일본의 전 축구 선수이다.

## 구단 경력
과거 시미즈 에스펄스, 산프레체 히로시마, 베갈타 센다이, 제프 유나이티드 지바, 에히메 FC, FC 기후에서 활동하였다.

## 국가대표팀 경력
그는 2001년 FIFA 세계 청소년 축구 선수권 대회에 참가할 일본 U-20 국가대표팀에 발탁되었으며, 3경기에 출전했다. 2002년 아시안 게임에 참가할 일본 U-23 국가대표팀에 발탁되었으며, 은메달 획득에 기여했다.